# フクウェ・ザウォセ
フクウェ・ザウォセ(Hukwe Zawose、1938年または1940年 - 2003年12月30日）は、タンザニアのミュージシャン。ドドマ州ドドマ出身のゴゴ族。
弦楽器ゼゼや、大型の親指ピアノイリンバ演奏の名手として知られ、その歌唱は「七色の声」とまで称された。タンザニア大統領のジュリウス・ニエレレに見出されて、ダルエスサラームで国立歌舞団結成に加わったのち、バガモヨ芸術短期大学の講師を務めた。また、同大学の教員を中心とするバガモヨ・プレイヤーズの一員として日本を訪問した経験もある。
1998年、フィンランドのシベリウス音楽アカデミーから名誉博士号が贈られた。